# Паетш, Натан
На́тан Па́етш (англ. Nathan Paetsch; род. 30 марта 1983, Гумбольдт, Саскачеван, Канада) — канадский хоккеист, защитник. Завершил игровую карьеру в декабре 2020 года. Дважды становился серебряным призёром молодёжных чемпионатов мира (2002 и 2003). Двукратный обладатель Кубка Колдера (2013 и 2017) в составе «Гранд-Рапидс Гриффинс».
На драфте НХЛ 2001 года был выбран во 2-м раунде под общим 58-м номером командой «Вашингтон Кэпиталз». Повторно выставлялся на драфте НХЛ 2003 года и был выбран в 7-м раунде под общим 202-м номером командой «Баффало Сэйбрз».

## Карьера
В 1998 году Паетш был выбран на драфте Западной хоккейной лиги (WHL) командой «Мус-Джо Уорриорз» в 1-м раунде под общим первым номером. В сезоне 1998/99 он дебютировал в «Уорриорз». Следующие четыре сезона в WHL защитник демонстрировал результативную игру, набирая более 40 результативных баллов за сезон. В 2001 году Натан принимал участие в Матче всех звёзд Канадской хоккейной лиги (CHL). По итогам сезона 2002/03 его включили во вторую Сборную всех звёзд Восточной конференции WHL. Паетш также играл за молодёжную сборную Канады, в составе которой принимал участие в двух чемпионатах мира для игроков до 20 лет (2002 и 2003). На обоих турнирах Натан вместе с командой завоевал серебряные медали. В 2001 году защитник участвовал на Драфте НХЛ, где был выбран во 2-м раунде под общим 58-м номером клубом «Вашингтон Кэпиталз». Но столичная команда не сумела договориться о контракте с игроком, из-за чего Паетш принимал участие в Драфте НХЛ 2003. На этот раз защитник был выбран клубом «Баффало Сэйбрз» в 7-м раунде под общим 202-м номером. В октябре того же года он согласовал трёхлетний контракт новичка с «Сэйбрз».

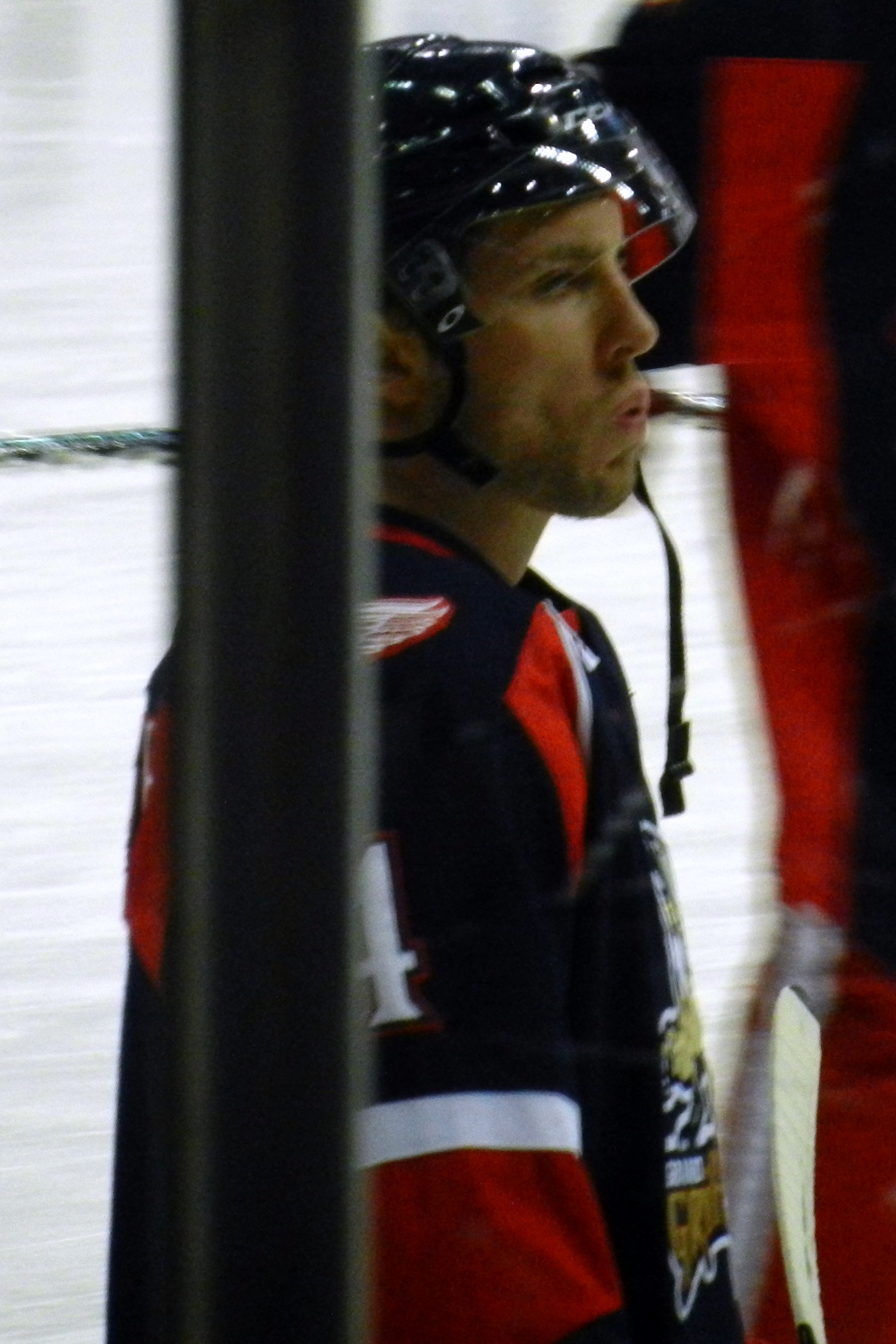
Паетш в составе «Гранд-Рапидс Гриффинс» в 2012 году

Профессиональную карьеру Паетш начал в фарм-клубе «Баффало» в Американской хоккейной лиге (АХЛ) «Рочестер Американс». В сезоне 2005/06 защитник дебютировал в НХЛ, отдав в своём первом матче результативную передачу, но закрепиться в основе ему не удалось. Из-за множества травм он был еще раз вызван в «Сэйбрз», приняв участие в седьмой игре серии плей-офф против «Каролины Харрикейнз». Летом 2006 года Натан продлил соглашение с клубом на три года. С сезона 2006/07 Паетш стал основным игроком обороны, сыграв в чемпионате 63 матча и набрав 24 (2+22) результативных балла. После удачного сезона с ним было подписан трёхлетний контракт на новых условиях. В течение трёх сезонов Натан играл в составе «Баффало», оставаясь с каждым годом всё чаще в резерве. В сезоне 2009/10 он провёл за клуб только 11 матчей, после чего был обменян вместе с выбором во втором раунде драфта в «Коламбус Блю Джекетс» на Раффи Торреса. Доиграв до конца сезона в «Блю Джекетс», в июле Паетш подписал односторонний контракт на 1 год с клубом «Флорида Пантерз» на сумму 525 тыс. долларов.
Паетш не сумел закрепиться во «Флориде», при этом он отказался играть за фарму-клуб «Пантерз» в АХЛ — «Рочестер Американс». 7 октября 2010 года он был обменян в «Ванкувер Кэнакс», в котором защитник также не закрепился. «Кэнакс» отправили Натана в аренду в «Рочестер», но он нарушил условия пребывания в нём и уже в ноябре «Ванкувер» был вынужден отправить его играть в другой клуб АХЛ — «Сиракьюз Кранч». Сезон 2011/12 Паетш провёл в Европе, подписав однолетний контракт с клубом Немецкой хоккейной лиги (DEL) «Гризли Адамс Вольфсбург». 9 июля 2012 года защитник подписал контракт с командой АХЛ «Гранд-Рапидс Гриффинс». Натан провёл 5 сезонов в составе «Гранд-Рапидс», являясь лидером команды: первые четыре — в качестве альтернативного капитана, а сезон 2016/17 — как капитан команды. В составе «Гриффинс» Паетш дважды выиграл главный трофей АХЛ — Кубок Колдера (2013 и 2017). В сентябре 2017 года Натан в третий раз вернулся в «Рочестер Американс», подписав с клубом однолетний контракт. В следующие два межсезонья защитник продлевал соглашения с «Американс» на год. В декабре 2020 года Паетш объявил о завершении карьеры. По словам хоккеиста, он очень рад, что начинал и завершил свою карьеру в Рочестере.

## Личная жизнь
Паетш родился в городе Гумбольдт, Саскачеван, но вырос в другом городе провинции — Лерой. Натан женат на девушке по имени Жаклин, у них двое детей — Келлен и Мира. Он вместе с семьёй живёт в Спенсерпорте, штат Нью-Йорк, пригороде Рочестера.
В 2015 году Паетшу было предъявлено обвинение в незаконном участии в ставках на спорт и помощи другим игрокам. Натан признал, что получал деньги от своих букмекеров, раскрывал информацию о ставках и кредитных лимитах. Окружной судья США Фрэнк П. Гераси-младшим вынес решение по хоккеисту, по которому он был приговорён к 8-месячному домашнему заключению, 400-м часов общественных работ и конфискацией 265 тыс. долларов. При этом защитнику не запрещалось переезжать в другие города для участия в хоккейных матчах.

## Статистика
| Легенда | Легенда                    | Легенда | Легенда                   | Легенда | Легенда    |
| ------- | -------------------------- | ------- | ------------------------- | ------- | ---------- |
| И       | Количество проведённых игр | Штр     | Штрафное время            | +/−     | Плюс-минус |
| Г       | Голы                       | П       | Голевые передачи          | О       | Очки       |
| -       | Статистика неизвестна      | —       | Статистика не учитывалась |         |            |

## Достижения

### Командные
| Год        | Команда               | Достижение                                        | Достижение |
| ---------- | --------------------- | ------------------------------------------------- | ---------- |
| 2013, 2017 | Гранд-Рапидс Гриффинс | Обладатель Кубка Колдера (2)                      |            |
| 2002, 2003 | Канада (мол.)         | Серебряный призёр молодёжного чемпионата мира (2) |            |

### Личные
| Год  | Команда          | Достижение                                                       | Достижение |
| ---- | ---------------- | ---------------------------------------------------------------- | ---------- |
| 2001 | Мус-Джо Уорриорз | Участник Матча всех звёзд CHL                                    |            |
| 2003 | Мус-Джо Уорриорз | Попадание во вторую Сборную всех звёзд Восточной конференции WHL |            |

### Комментарии
1. ↑  Учитывая его ашкеназское происхождение правильно будет — Пэ́ч.